# Separativus
A separativus (ejtsd szeparatívusz) egy nyelvtani eset, amely egy személytől vagy tárgytól való el-/szétválasztást fejez ki. Jelentése ’tőle/attól el’. Sok nyelvben a separativus funkcióját átveszi az ablativus (például a latin nyelvben az ablativus separativus). Más nyelvekben az ablativus kiegészítéseként a separativus formái szerepelnek. Azok a nyelvek, melyek sem ablativusszal, sem separativusszal nem rendelkeznek, a szétválasztást/elválasztást elöljárók, illetve névutók segítségével fejezik ki. (Ilyen például a német).
Egy példa a baszkból, mely mind az ablativusszal, mind a separativusszal rendelkező nyelv:
- Ablativus-végződés: -tatik (jelentése ’-tól/-től, által’): katu|tatik ’egy macska által’
- Separativus-végződés: -tako (jelentése ’-tól/-től el’): katu|tako ’a macskától el’

## Fordítás
- Ez a szócikk részben vagy egészben  a   Separativ című német Wikipédia-szócikk fordításán alapul.  Az eredeti cikk szerkesztőit annak laptörténete sorolja fel. Ez a jelzés csupán a megfogalmazás eredetét és a szerzői jogokat jelzi, nem szolgál a cikkben szereplő információk forrásmegjelöléseként.